# 6327 Tijn
6327 Tijn eller 1991 GP1 är en asteroid i huvudbältet som upptäcktes 9 april 1991 av den amerikanske astronomen Eleanor F. Helin vid Palomar-observatoriet. Den är uppkallad efter holländaren Tijn Kolsteren.
Asteroiden har en diameter på ungefär 11 kilometer.